# أم الجرسان
أم الجرسان تقع في جبل نفوسة وهي إحدى قرى مدينة يفرن بجانبها القلعة، و يبلغ عدد سكانها حوالي 6 آلاف نسمة تقريباً ، تتميز هذه المنطقة بوجود خمسة مراكز لتحفيظ القرآن الكريم بالإضافة إلى أكثر من ثمانية مدارس منتشرة داخل هذه المنطقة، عرف سكانها بالشجاعة والاقدام ويتميزون بكرم الضيافة، شارك سكانها في ملاحم الجهاد ضد الطليان في العديد من المعارك ولعل معركة أم الجرسان الشهيرة والتي حدتث داخل أراضيها سنة 1922-10-22 وساهمت فيها قبائل ليبية كثيرة خير دليل على ذلك.
يوجد في (أم الجرسان) العديد من المساجد والمنارات لتعليم القران الكريم وهي:- جامع السدرة (العباس) - جامع الراقوبه أو الرصفة - جامع زريق - جامع الشورى - جامع وشتاتن (وشتاته) - جامع علي بن أبي طالب (العمود)، وجاري العمل على إنشاء مسجد كبير بمنطقة المعمورة، وبها زاوية امحمد أبودرنة الجرساني ومدرسة شهداء ام الجرسان التي منحت من اليونيسكو.
يقع ضمن هذه المنطقة العديد من آبار المياه والتي تغذي أغلب المناطق المحيطة بها بالمياه، كما يقع داخلها أفضل المزارع والبساتين بالمنطقة الجبليه.

## التسمية
أم الجرسان - Um-eLjersan ذكرها إبراهيم الشماخي في كتابه إغاسرا د يبريدن د يدرارن اينفوسن “القصور والمسالك في جبال نفوسة” الصادر سنة 1885م بأسم IMEJRISEN – إيمجريسن وسكانها الاصليون من الأمازيغ تعود اصولهم لقبيلة (مجريس أو ماجريس-Majres) الهوارية وقد صفح اسم مجريس إلى مجريسن تم إلى أم الجرسان، وتسمى أيضا بأم اللمة  وبعض الباحثين في اللغة الليبية يعتقدون ان اصل الاسم من الفعل جرس بمعنى افصل وبالتالي فربما يكون الاسم يعني المفصولين خاصتاً ان قبيلة مجريسن انفصلت عن أبناء عمومتهم في يفرن ويجب ملاحظة ان الألف والنون في آخر الكلمة في اللغة الليبية تخص الجمع السالم.

### اصول السكان
ام الجرسان بمدينة يفرن بليبيا وهي قديمة الجذور في منطقة جبل نفوسة وعرفت القرية التي تسكنها ببلدة ديسير واقدم ما ورد حتى الآن في اسم الشقارنة في كتاب السير للشماخي الذي اورد قصة ذكر فيها بان شقرون بن عايد بن عون بن حريز كان زعيم يفرن. حوالي القرن الثامن الهجري. وقد يكون الاسم منسوب إلى شقرون (أي ات شقرون بالأمازيغية والشقارنة بالعربية).وبما ان عائلة حريز وعائلة عايد موجودتان في قبيلة القصير وعائلة بوعون موجودة في الشقارنة وكذلك عائلة بو وزرة التي نجدها في وثائق الشقارنة وايضا وثائق القصير إلى جانب تسمية شقرون يجعلنا نضمئن إلى كون كلا القبيلتين من اصل واحد وسكنتا قرية واحدة قد تكون ديسير التي كان بها قصر (قصر ديسير) لخزن المؤن الذي هدم في اوائل القرن العشرين، من

### بياتن
1. الشواريون
2. العلاليش

اصل قبيلة بياتن من اولاد سلام وهم هوارة أبناء هوار بن اوريغ بن برانس بن مازيغ وهوارة إحدى أكبر قبائل ليبيا وشمال افريقيا قاطبة ، ويقال ان بياتن إحدى اقدم قبائل ام الجرسان وارضهم تحد في اولاد سلام أبناء ناصر من الغرب من جدارية شمالاُ حتى ما بعد الرحيات جنوباً ووهناك مكان مازال الي حد الآن يعرف بعين بن ناصر وهو حد ما بين اولاد ناصر وبياتن وهناك العديد من الاماكن تحمل نفس اسم القبيلة مثل قصبة بياتن ووادي بياتن وتدل بعض الاماكن الاثآرية علي وجود هذه القبيلة منذ الاف السنين مثل الهنشير الكبير وبه مايدل علي عهد الروماني والخريبات مكان مساكنهم خربت وتركت ثم جددث وتركت لمرة الثانية وشيدت بها مساكن وللمرة الثالثة ولازالت بعض املاك اولاد بن ناصر السلّامى وبياتن أولاد سلام متجاوران والبعض مختلطة وخاصة اشجار الزيتون بالغابة وكذلك بقاء نفس المساميات القديمة من اللغة الليبية مثل شعبة تيلوين وثلات علوان وبقوط وبن مشرف وثلات حلم وعيرها وهذا علي سبيل المثال لا الحصر.
ومن اولاد سلّام ايضاً اولاد ابوساق وهي القبيلة التي نفها العتمانيون من الوجود ولم يبق منهم الا بعض العائلات ويحملون أو يلقبون بنفس اسم القبيلة وقبيلة ابوساق تعتبر من القبائل القديمه في يفرن وهي من بطون برانس وجدهم ابوساق بن سلام هو اخ ناصر بن سلام جد البخابخه والمعنين وتاقربست والقصبات والقراديين والمشوشيين.

### الجوامع
1. الكراكرية
2. أبوزوز
3. الكشاتنية
4. ذراري بلقاسم بن موسى
5. العجايلية

الجوامع تعود اصولهم لتقربست ومازالت اثارهم باقية بيفرن، وهم ليبيون اصليون.

### وشتاتن
بالعربية (وشتاتة) إحدى بطون أداس بن برانس بن مازيغ ذكرها ابن خلدون وابن حزم، ويعتبر نسبهم متشابك مع هوارة كما يقول ابن خلدون، توجد قبيلة وشتاتة في ترهونة وبالقرب من بن وليد وفي تونس بالقرب من الحدود الجزائرية

### أولاد يونس
1. العيشون
2. ذراري يحيى
3. الحمامشة

يقال انهم من ككلة، ويقول البعض انهم من مجريس القدماء وفي كلتا الحالتين فهم معتبرين من الليبيين الاصليين.

### القراشدة
1. اولاد الحاج
2. اولاد احمد
3. الكريديون

القراشدة: ليبيون اصليون قدر عددهم بـ 350 نسمة تقريباً حسب احصائية سنة 1914م.

### الحرازلية
1. الكرشة (اولاد كريش)
2. الزيايش

الحرازلية قدر عددهم بـ 250 نسمة حسب احصائية سنة 1914م وهم ليبيون اصليون

### العراقيب
ليبيون اصليون واصولهم تعود إلى قبيلة ورفلة الهوارية.

### المقارحة
المقارحة فهم عرب من بني زغب (جذم أولاد سليم)، وافدون من الزاوية الغربية ويجب ملاحظة ان نسبة العرب بسيطة في ام الجرسان وهذا يعزى لان الوافدون يأتون افراد وليس كجماعات فـلا يستطيع الغريب ان يستقر بأعداد كبيرة خوفاً من حدوث خلل في تركيب القبائل والتعايش بين أبناء القبيلة فيأتي شخص أو اتنين لاجل العمل في الزراعة والرعي وهذا نلاحظة يحدث في كل القبائل كتاغما مثلاً، فالعرب ليسوا من السكان الاصليين للمناطقة.

### التراهنة
وافدون من ترهونة وقبيلة ترهونة حسب ابن حزم وابن خلدون هي أحد بطون ادّاس بن زجيك بن مادغيس بن مازيغ.

### المساليخ
وهم من سكان شعبيه فلسطين القريبه من الشقارنه/ يفرن وكذلك الزملة واستقر البعض منهم في وادي الشاطي (برقن) والبعض في غريان وطرابلس وسرت ودرج بسبب تهجيرهم ابان العهد العثماني، وهم فرع من قبيلة الحطمان ومنهم مفتي الجنوب الشيخ علي بن مسعود امسيلخ الحطماني إبان الدولة العثمانية وهم من سكان يفرن تحديدا ام الجرسان وهم يقطنونها من أكثر من 200 عام تقريبا.
وعائلاتهم هي:
1. الحجايبية
2. البشارية
3. الشتاوي
4. الفقهه
5. الأئيمة وهم سكان ام الجرسان
6. اولاد حمد

بالإضافة إلى عائلة كرموس، العمامره والنجاجره وأولاد سليمان والنوباة واللساينية والرواوين والبدارين.